# اوناوی (میشیگان)
اوناوی، میشیگان (به انگلیسی: Onaway, Michigan) یک شهر در ایالات متحده آمریکا با جمعیت ۸۸۰ نفر است که در میشیگان واقع شده‌است.

## موقعیت جغرافیایی
موقعیت جغرافیایی شهرها و مناطق اطراف به شرح زیر است: